# Milena Fucimanová
Milena Fucimanová (* 28. dubna 1944 Praha) je česká spisovatelka, básnířka, překladatelka a lingvistka.

## Biografie
Milena Fucimanová se narodila v Praze, ale od roku 1952 do roku 1992 žila v Brumově a učila na gymnáziu ve Valašských Kloboukách. V roce 1991 se odstěhovala do Brna, kde učila na Biskupském gymnáziu. Je zakladatelkou, dramaturgyní a scenáristkou Divadla hudby a poezie Agadir (1965), jehož vedení se od roku 1996 ujal Ondřej Fuciman.
Milena Fucimanová recenzuje básnické knihy v časopisech HOST a TVAR. Je porotkyní v celostátní literární soutěži Magnesia Litera – kategorie poezie.

## Dílo

### Básnické sbírky
- Ábelovy děti (Kulturní středisko Zlín, prosinec 1989)
- Tma – mléko do propasti vydojené ( BiGy 1994)
- Stařeček kamelot (SURSUM Brno, 2002)
- Houslistka – CD: melodram, hudba Odřeje Fucimana, výtvarná spolupráce Květoslava Fulierová – Augustín Rosa PRO, Banská Bystrica, 2012)
- Cesty – dvojjazyčná sbírka společně se slovenskou básnířkou Etelou Farkašovou SURSUM Tišnov, 2017
- Tajný porod Pallas Athény – 1. vyd. Praha: Theatrum mundi, 2025. 75 stran. Fotografie Vojtěch Kemenny. ISBN 978-80-908842-5-0.

### Próza
- Akord dim (SURSUM, Brno 1998 - spoluautor Ondřej Fuciman), lyrická próza s hudebními kompozicemi
- Obraziště (SURSUM Brno, 2000) novela
- Tančila jsem v synagoze (Cesta Brno, 2005) – trojnovela
- Denní menu (Kniha Zlín, Zlín, 2009) román
- Hrnčířovy ženy ( SURSUM Tišnov, 2011) román
- Klenba chleba ( SURSUM Tišnov, 2013) román
- Nárazový tón zvonu A1 (SURSUM Tišnov, 2014) román v sedmi obrazech

### Učebnice
- Sloh (BIGY 1994, Fortuna Praha,1998, Fortuna Praha, 2003)
- Řeč a sdělení BiGY (1997)
- Testy z jazyka českého, příprava k maturitě (Fortuna Praha, 2003)
- Příprava k přijímacím zkouškám z jazyka českého (BiGY, 2005)
- Jak správně psát velká písmena v češtině (Vakát Brno, 2007)

### Antologie
- Co si myslí andělíček (Větrné mlýny, 2004)
- Stavitelé chrámu poezie (Agentura KRIGL, Praha, 2010)
- Co zůstává (Centrum pro studium demokracie a kultury Brno, 2013),
- Antologie české literatury k tématu víry (Refugium Velehrad-Roma, s.r.o., Olomouc, 2015)

### Překlady
Milena Fucimanová přeložila několik děl z němčiny: (Reiner Kunze Jako věci z hlíny – 1997), z ruštiny (Ukázky ze současné ruské poezie – 2004) a polštiny (Jan Twardowski: Neobvyklý deník – Cesta Brno, 2003).
Část její poezie i prózy přeložil do němčiny Reiner Kunze: Schmerzstrauch (Edition Tony Pongratz, Hauzenbeerg 1997).
Je rovněž zastoupena v německých antologiích nebo almanaších:
- Wo wir zu Hause das Salz haben Nachdichtungen (S. Fischer, Frankfurt an Main, 2003)
- Wie macht das der Clownverlag (Thomas Reche, Passau, 2003)
- Stechäpfel Philipp Reclam jun. Stuttgart, 2008,
- Die Hören 2/2002 (Bremerhaven)
- Geschichten Erzählen (TransStar Europa, Berlin, 2015)
- Europäische Kulturzeitschrift Sudetenland (Adalbert Stiter Verein, München, 2017)

Próza Mileny Fucimanové Eustach in Nárazový tón zvonu A1 vyšla také v anglickém překladu: ve sborníku PEN klubu: Společně – Together, Spojené arabské emiráty 2018.